# 普雷米希河
50°17′3″N 10°6′12″E / 50.28417°N 10.10333°E
普雷米希河是德國的河流，位於該國東南部，由巴伐利亞負責管轄，屬於法蘭克尼亞薩勒河的右支流，河道全長6.2公里，河口處在巴特博克萊特。